# Ricardo Carvalho
|  | Aquest article tracta sobre el futbolista portuguès. Si cerqueu l'escriptor gallec, vegeu «Ricardo Carballo Calero». |

Ricardo Alberto Silveira Carvalho (Amarante, Portugal, 18 de maig del 1978), és un exfutbolista professional portuguès que jugava de defensa central. Carvalho, també va jugar per la selecció de Portugal entre 2003 i 2016.

## Trajectòria esportiva

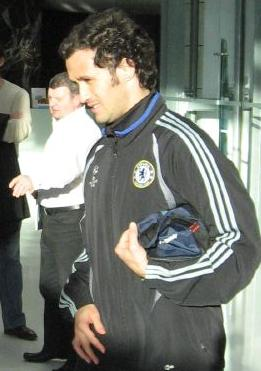
Ricardo Carvalho al Chelsea en 2007.

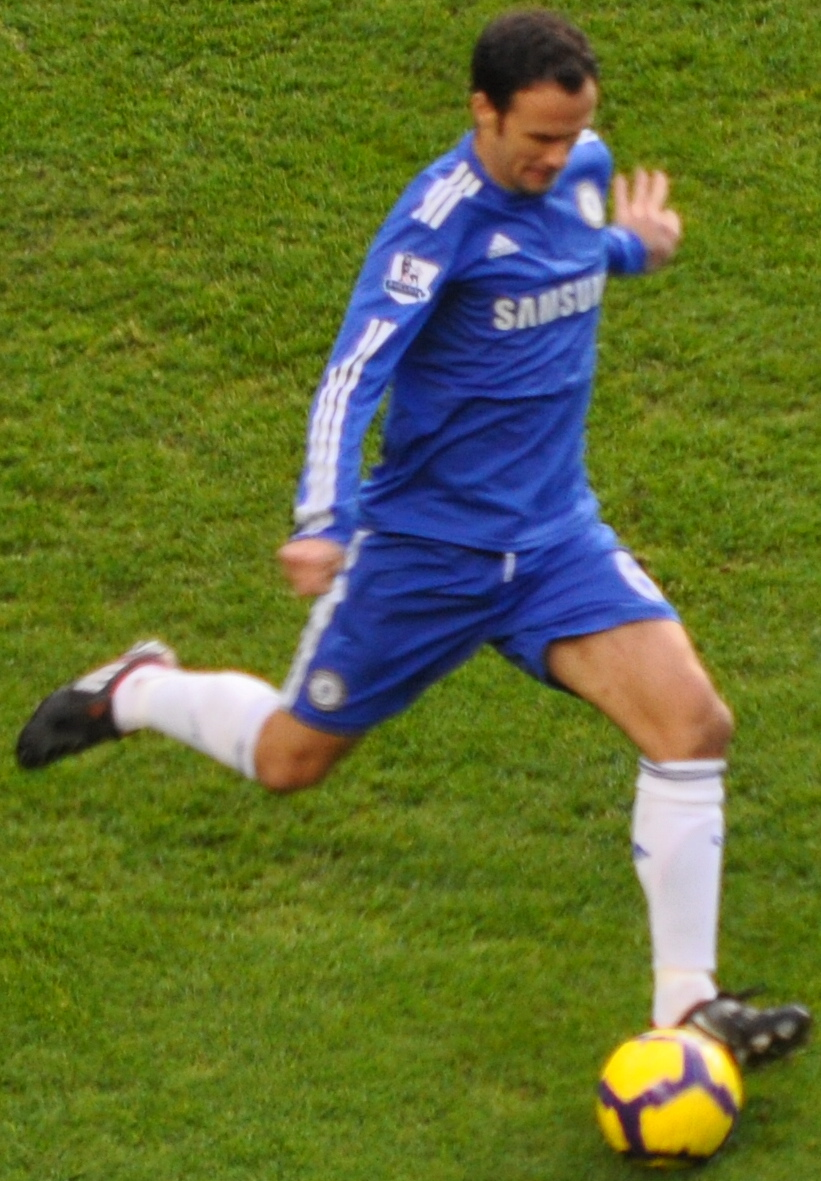
Ricardo Carvalho el 2009.

Amb el FC Porto va guanyar, sota les ordres de José Mourinho, títols importants com la Copa de la UEFA i la Lliga de Campions.
Amb la marxa de l'entrenador portuguès al Chelsea FC el 2004, Ricardo Carvalho també va fitxar pel club anglès, on va compartir posició amb altres defenses com John Terry o Alex.
El 10 d'agost de 2010, amb 32 anys, va fitxar pel Reial Madrid CF per 8 milions d'euros. Va signar un contracte per dues temporades amb una tercera opcional.
Va debutar amb el conjunt madrileny el 13 d'agost a la Copa Franz Beckenbauer organitzada pel Bayern de Múnic. El 20 d'abril va guanyar la Copa del Rei, al derrotar el FC Barcelona a la final per 1 gol a 0. Aquesta significà per a Carvalho la quarta final de Copa seguida que guanya.

## Estadístiques
Actualitzades el 25 de juny del 2013.
| Club                  | Lliga                 | Temporada             | Lliga   | Lliga | Copa    | Copa | Copa de la Lliga | Copa de la Lliga | Europa  | Europa | Altres  | Altres | Total   | Total |
| Club                  | Lliga                 | Temporada             | Partits | Gols  | Partits | Gols | Partits          | Gols             | Partits | Gols   | Partits | Gols   | Partits | Gols  |
| --------------------- | --------------------- | --------------------- | ------- | ----- | ------- | ---- | ---------------- | ---------------- | ------- | ------ | ------- | ------ | ------- | ----- |
| FC Porto              | Lliga portuguesa      | 1998–99               | 1       | 0     | 0       | 0    | –                | –                | 0       | 0      | 0       | 0      | 1       | 0     |
| FC Porto              | Lliga portuguesa      | Total                 | 1       | 0     | 0       | 0    | –                | –                | 0       | 0      | 0       | 0      | 1       | 0     |
| Vitória de Setúbal    | Lliga portuguesa      | 1999-00               | 25      | 2     | 2       | 0    | –                | –                | –       | –      | –       | –      | 27      | 2     |
| Vitória de Setúbal    | Lliga portuguesa      | Total                 | 25      | 2     | 2       | 0    | –                | –                | –       | –      | –       | –      | 27      | 2     |
| FC Alverca            | Lliga portuguesa      | 2000–01               | 29      | 1     | 3       | 0    | –                | –                | –       | –      | –       | –      | 32      | 1     |
| FC Alverca            | Lliga portuguesa      | Total                 | 29      | 1     | 3       | 0    | –                | –                | –       | –      | –       | –      | 32      | 1     |
| FC Porto              | Lliga portuguesa      | 2001–02               | 25      | 0     | 2       | 0    | –                | –                | 10      | 0      | –       | –      | 37      | 0     |
| FC Porto              | Lliga portuguesa      | 2002–03               | 18      | 1     | 6       | 0    | –                | –                | 7       | 0      | 1       | 0      | 32      | 1     |
| FC Porto              | Lliga portuguesa      | 2003–04               | 29      | 2     | 3       | 0    | –                | –                | 13      | 1      | 1       | 0      | 46      | 3     |
| FC Porto              | Lliga portuguesa      | Total                 | 72      | 3     | 11      | 0    | –                | –                | 30      | 1      | 2       | 0      | 115     | 4     |
| Chelsea               | Premier League        | 2004–05               | 25      | 1     | 1       | 0    | 3                | 0                | 10      | 0      | –       | –      | 39      | 1     |
| Chelsea               | Premier League        | 2005–06               | 24      | 1     | 3       | 0    | 0                | 0                | 8       | 2      | 0       | 0      | 35      | 3     |
| Chelsea               | Premier League        | 2006–07               | 31      | 3     | 5       | 1    | 4                | 0                | 10      | 0      | 1       | 0      | 51      | 4     |
| Chelsea               | Premier League        | 2007–08               | 21      | 1     | 2       | 0    | 4                | 0                | 10      | 0      | 1       | 0      | 38      | 1     |
| Chelsea               | Premier League        | 2008–09               | 12      | 1     | 2       | 0    | 0                | 0                | 4       | 0      | –       | –      | 18      | 1     |
| Chelsea               | Premier League        | 2009–10               | 22      | 0     | 1       | 0    | 0                | 0                | 5       | 0      | 1       | 1      | 29      | 1     |
| Chelsea               | Premier League        | Total                 | 135     | 7     | 14      | 1    | 11               | 0                | 47      | 2      | 3       | 1      | 210     | 11    |
| Reial Madrid          | Primera Divisió       | 2010–11               | 33      | 3     | 6       | 0    | –                | –                | 9       | 0      | –       | –      | 48      | 3     |
| Reial Madrid          | Primera Divisió       | 2011–12               | 8       | 0     | 1       | 0    | –                | –                | 2       | 0      | 2       | 0      | 13      | 0     |
| Reial Madrid          | Primera Divisió       | 2012–13               | 9       | 0     | 6       | 0    | –                | –                | 1       | 0      | 0       | 0      | 16      | 0     |
| Reial Madrid          | Primera Divisió       | Total                 | 50      | 3     | 13      | 0    | –                | –                | 12      | 0      | 2       | 0      | 77      | 3     |
| Trajectòria esportiva | Trajectòria esportiva | Trajectòria esportiva | 312     | 16    | 42      | 1    | 11               | 0                | 89      | 3      | 7       | 1      | 461     | 21    |
| [ 4 ] [ 5 ] [ 6 ]     |                       |                       |         |       |         |      |                  |                  |         |        |         |        |         |       |